# Mensalinho do Amapá

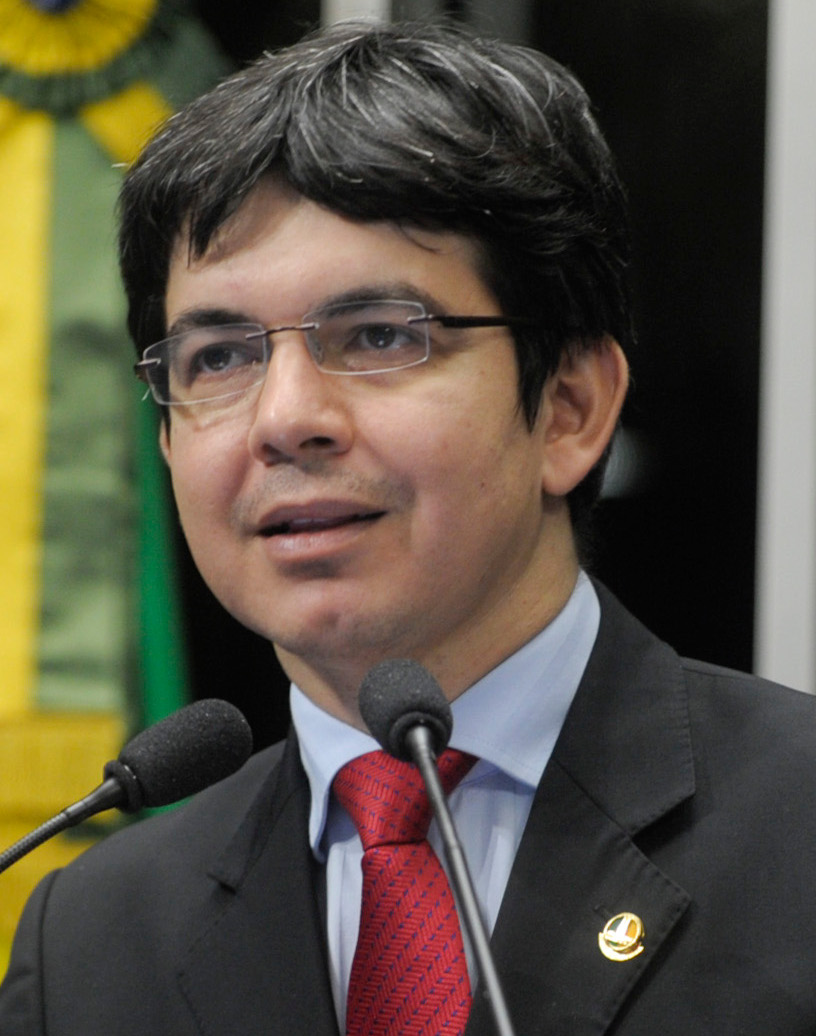
Randolfe Rodrigues era deputado estadual pelo PT à época do Mensalinho na Assembleia Legislativa do Amapá. Ele, segundo o dossiê apresentado na denúncia, teria sido um dos principais beneficiados pelo esquema.

O Mensalinho do Amapá ou Mensalão amapaense, ou mesmo Propinoduto do Amapá, entre outros nomes, é o nome dado pela mídia do estado ao suposto pagamento de propina para deputados da Assembleia Legislativa do Amapá entre os anos de 1999 e 2002 em troca do apoio desses parlamentares ao Executivo. O caso teve como protagonistas: o senador Randolfe Rodrigues (PSOL), o senador João Capiberibe (PSB) e o ex-deputado estadual Fran Soares Nascimento Júnior. Após a análise dos documentos e depoimentos, o caso acabou arquivado pelo Ministério Público Federal.
As alcunhas de mensalão, mensalinho e propinoduto, derivam de outros escândalos políticos brasileiros que ocorreram na última década. O termo mensalão é uma variante da palavra mensalidade e foi popularizado pelo ex-deputado federal Roberto Jefferson em 2005. Mensalinho, por sua vez, ganhou notoriedade no ano de 2003, com as denúncias de propinas recebidas pelo deputado Severino Cavalcanti (PP) enquanto ocupava o cargo de Presidente da Câmara dos Deputados. Já propinoduto, surgiu no Rio de Janeiro, durante o governo de Anthony Garotinho, em 2002. A palavra faz referência a uma rede de corrupção de agentes públicos. O termo voltou a ser utilizado com a descoberta de um suposto cartel em licitações de trens e metrôs na cidade de São Paulo.
Assim como no Mensalão do PT, no Mensalinho do Amapá houve um denunciante que participava ativamente do esquema de corrupção política. A exemplo de Roberto Jefferson, Fran Soares Júnior denunciou o caso à justiça. Fran Júnior enviou a denúncia para quatro órgãos: a Presidência do Senado Federal, ao ministro do STF Celso de Melo, à Procuradoria Geral da República e ao Supremo Tribunal Federal. As páginas da denúncia narram com detalhes o esquema orquestrado pelo então governador do Amapá, João Capiberibe, para ter o apoio dos deputados dentro da Assembleia Legislativa durante seu segundo mandato no governo.
Um fato singular nesse caso é que as supostas mensalidades (propinas) que eram pagas pelo executivo aos deputados, no valor de R$ 20 mil cada, eram registradas por recibos com as assinaturas dos parlamentares e com registro em cartório.

## Histórico

### Antecedentes

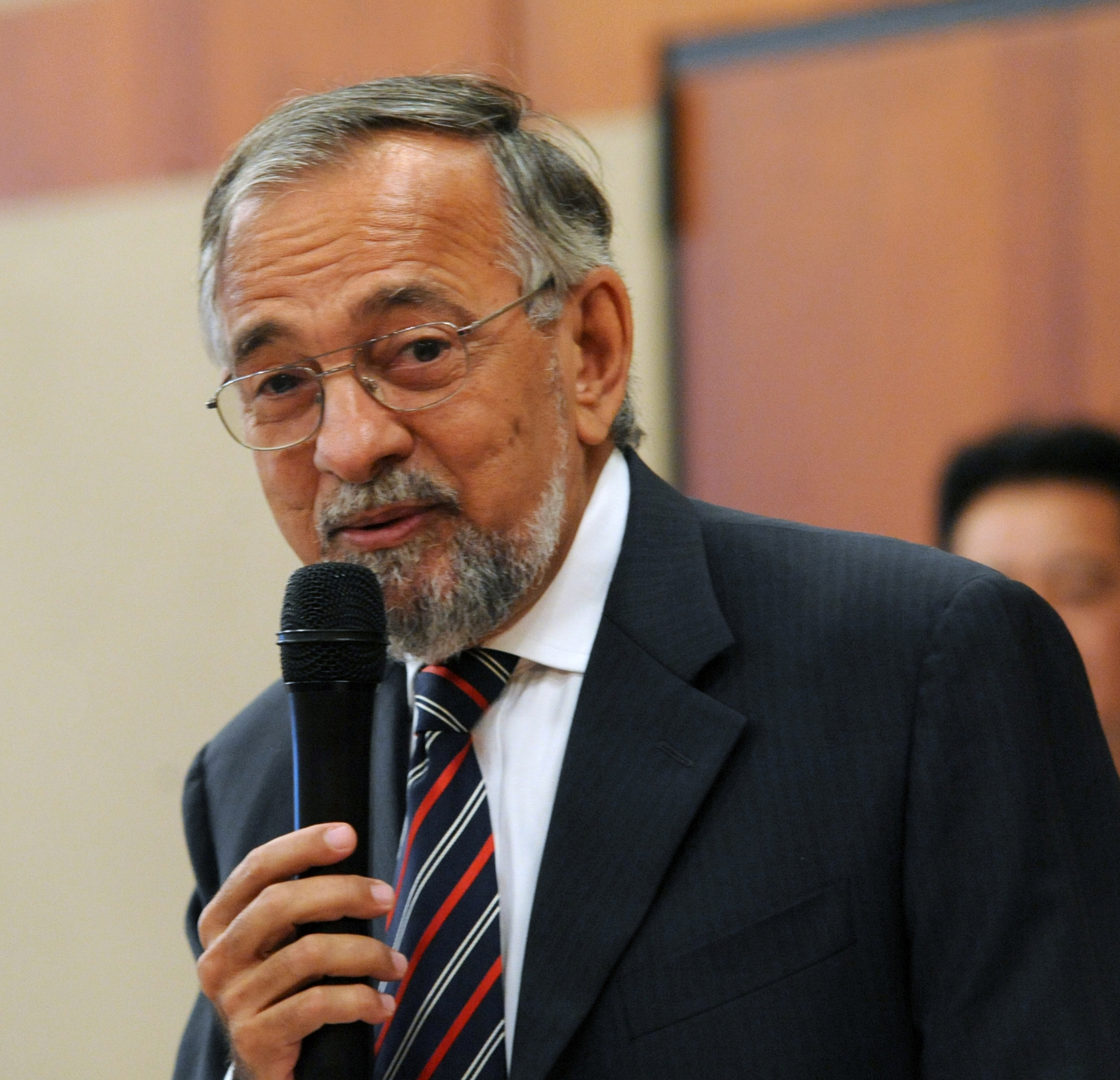
João Capiberibe era o governador do estado e foi acusado de ter pago mensalinhos para parlamentares em troca de apoio político para seus projetos.

Durante a campanha eleitoral de 2012 para a escolha dos novos prefeitos, o candidato apoiado por Randolfe Rodrigues, de nome Clécio Luis (PSOL) foi para o segundo turno contra o então prefeito Roberto Góes. O prefeito havia sido preso pela Polícia Federal em 2010 na Operação Mãos Limpas por suspeitas de fraudes em licitações e desvios de dinheiro público. O escândalo da prisa foi muito explorado durante a corrida eleitoral e Góes passou a perder votos por causa de sua prisão. Durante este período, Fran Júnior, que hoje ocupa o cargo de consultor especial do deputado estadual Moisés Souza, um dos aliados de Roberto Góes, decidiu revelar um suposto esquema de corrupção na Assembleia Legislativa do Amapá entre os anos de 1999 e 2002. Um dos objetivos era desgastar a imagem de Randolfe, o principal apoiador da campanha de Clécio Luis, e assim desequilibrar a campanha. O candidato pessolista, contudo, saiu vitorioso do pleito e tornou-se prefeito de Macapá.

### Dossiê e denúncias
O ex-deputado estadual Fran Soares Nascimento Júnior, conhecido popularmente como Fran Júnior, denunciou publicamente que havia um esquema de corrupção na Assembleia Legislativa do estado do Amapá durante o segundo mandato de João Capiberibe como governador. Segundo Fran, o governador pagava propinas de 20 mil reais a determinados deputados estaduais para votarem projetos de relevância do executivo. Dentre os parlamentares envolvidos no escândalo estavam Randolfe Rodrigues (à época do PT), Eury Farias (PSB) e Jorge Salomão. Capiberibe teria pago entre os anos de 1999 e 2002, diversas mesadas para conseguir apoio da bancada do legislativo a seus projetos. O presidente da casa na época, Fran Júnior e a maioria da assembleia, eram oposição ao governador. O esquema começou com a aprovação de um duodécimo, por Capiberibe, de R$ 1,7 milhão. O montante era, ao menos, 400 mil reais inferior ao da gestão passada, do governador Annibal Barcellos. Essa, segundo Fran Júnior, foi a maneira encontrada pelo governador para ter o legislativo submetido a seus interesses. Como a oposição rejeita a proposta, uma crise institucional começa. Nesse momento, João Capiberibe oferece uma contraproposta: pagar mensalmente a cada um dos deputados uma quantia de 20 mil reais, por fora dos salários.
No dossiê apresentado por Fran Soares Júnior, aparecem recibos assinados pelo então deputado Randolfe Rodrigues e que supostamente comprovariam os pagamentos de propina. Foi anexada também, uma planilha que mostra o valor do salário do parlamentar sem a propina e após o valor depois dele receber a quantia. O acréscimo no salário começa em julho de 1999 e, após seis meses, Rodrigues teria recebido mais de 156 mil reais. Os recebimentos são acusados em documentos lavrados em cartório com os nomes e assinaturas de Fran Júnior e Randolfe. Após o acordo firmado entre o governador e os parlamentares, os projetos de interesse do executivo foram todos aprovados, como a Lei de Diretrizes Orçamentárias, que antes havia sido rejeitada. Todavia, os envolvidos tinham entraves ocasionais e que eram resolvidos com o pagamento de mais propinas, segundo o interesse de cada deputado.

### Controvérsias nas perícias
Após o estopim do escândalo, foram realizadas duas perícias: uma a pedido do Ministério Público do Estado e realizada pelo Grupo de Atividade de Perícia Especial do Estado da Polícia Técnico Cientifica e outra feita pelo perito Ricardo Molina de Figueiredo. A perícia realizada pela Politec comprovou que há indícios de falsificação por acréscimo. Já o perito Molina, atestou que as assinaturas que aparecem nos recibos são de Randolfe.

## Desdobramentos

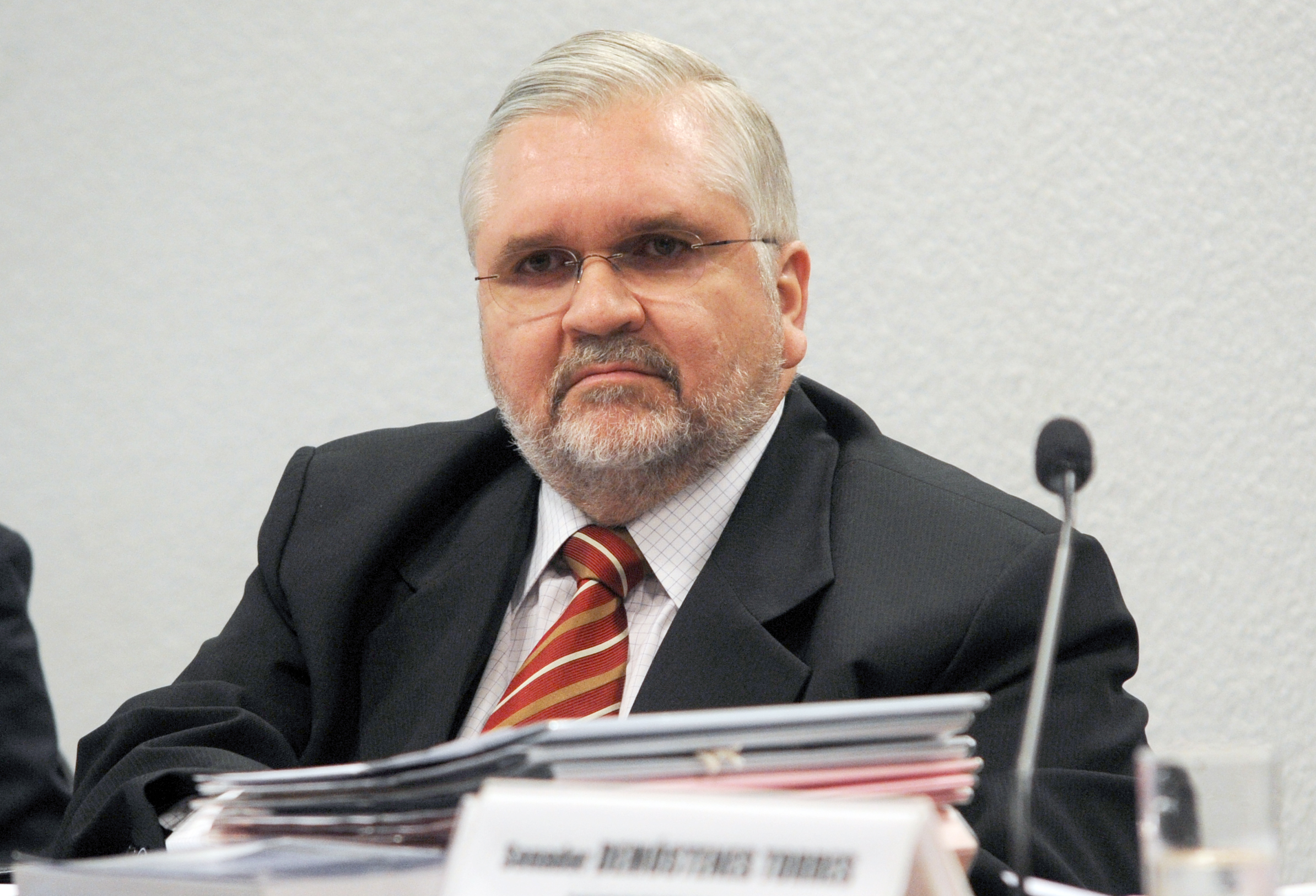
O Procurador Geral da República Roberto Gurgel arquivou o processo por entender que os documentos apresentados são falsos.

As denúncias de Fran Soares Júnior foram encaminhadas para a Presidência do Senado Federal, ao ministro do STF Celso de Mello, à Procuradoria Geral da República e ao Supremo Tribunal Federal. O Procurador Geral da República, Roberto Gurgel arquivou o caso afirmando que "não ser crível que um parlamentar comprado assine um recibo". A conclusão do procurador foi que tais documentos eram falsos. O presidente do Senado, Renan Calheiros (PMDB-AL) encaminhou as denúncias para o Ministério Público Federal. Novamente, a denúncia foi arquivada. O Supremo Tribunal Federal também decidiu arquivar o caso por falta de provas consistentes. Os ministros Luiz Fux e Rosa Weber entenderam "não haver razão para inquérito ou investigação" pois os documentos originais nunca foram apresentados.
O presidente do Conselho de Ética do Senado, João Alberto de Souza (PMDB-MA) apura as acusações desde 2012 e não tem previsão de quando decidirá se as transforma em processo ou as arquiva. Os senadores Capiberibe e Randolfe acusam o senador de leniência e de tentar prejudicar as suas imagens públicas a mando de adversários políticos. Em plenário, João Alberto disse: "Eu teria, evidentemente, um prazo para uma decisão de receber ou não essas acusações, mas esse é um caso muito sério. As acusações são graves. Na hora que se alavancar, abala até as estruturas do Senado. Se ele [Randolfe Rodrigues] não tivesse ido à tribuna negar a existência do mensalão na Assembleia, poderia ser considerado coisa do passado, porque é episódio anterior ao mandato. Mas, no momento em que ele usa a tribuna e fala que as acusações são falsas, cria um problema. Tornou a coisa fluente porque não se pode faltar à verdade na tribuna."
Além de arquivar o caso, a Procuradoria Geral da República recomendou ao Ministério Público do Estado que denuncie Fran Júnior por falsidade documental. Uma perícia realizada pela Polícia Técnico Cientifica a pedido do Ministério Público, constatou que há indícios de falsificação nos documentos apresentados. Em 8 de abril de 2014, o MP apresentou denúncia contra Fran Soares Nascimento Júnior pelos crimes de denunciação caluniosa, falsificação de documento público e uso de documento falso. Segundo foi apurado, houve manipulação de provas, criação de fatos e adulteração com o objetivo de imputar aos senadores Randolph Rodrigues e João Alberto Capiberibe os crimes de sonegação fiscal, corrupção passiva, corrupção ativa, prevaricação, peculato e formação de quadrilha.
Descobriu-se, mais tarde, que o delegado da Polícia Federal Marcos José Reátegui, irmão do deputado estadual Moisés Souza, investigava Randolfe clandestinamente. Reátegui foi preso e indiciado pela PF. Moisés é um dos principais aliados de José Sarney e um dos principais opositores de Randolfe Rodrigues. Seu irmão só foi liberado do Complexo Penitenciário da Papuda em 13 de dezembro de 2013 por decisão do juiz da 4ª Vara Criminal da Secção Judiciária do Amapá. Segundo o  Ministério Público Federal, Reátegui teve condutas criminosas que objetivavam o seu próprio benefício, bem como beneficiar terceiras pessoas.  As investigações descobriram um rombo de 52 milhões de reais na gestão de Moisés Souza através de notas fiscais supostamente falsas, diárias que seriam fraudulentas e possíveis fraudes em licitações para serviços pagos e não prestados.

## Condenações e prisões
Em 28 de novembro de 2016 o  Tribunal de Justiça do Amapá emitiu mandados de prisão contra o deputado Moisés Souza, o ex-deputado Edinho Duarte, o servidor da Assembleia Legislativa do Amapá Edmundo Tork, e Marcel Bitencourt e Manuela Bitencourt, condenados em ação da operação Eclésia. Eles foram acusados de peculato, desvio e dispensa ilegal de licitação e delito de falsidade ideológica e receberam penas que variam de 7 a 9 anos de prisão em regime inicialmente fechado.
O deputado Moisés Souza foi condenado  9 anos de reclusão pelo crime de peculato, e 4 anos de detenção por dispensa ilegal de licitação, em regime inicialmente fechado.

## Lista das autoridades envolvidas
- Randolfe Rodrigues foi acusado de ter recebido mesadas do, então, governador João Capiberibe entre os anos de 1999-2002. De acordo com a acusação, eram repassados 20 mil reais para Rodrigues para que ele, junto com outros deputados, votassem projetos de interesse do governo.
- João Capiberibe seria o arquiteto do esquema. Segundo Fran Júnior, foi ideia de Capiberibe a criação do propinoduto da Assembleia Legislativa. Ele teria pensado no plano após perceber que a oposição inviabilizaria seu segundo mandato.
- Fran Soares Nascimento Júnior era o presidente da Assembleia Legislativa do Amapá em 1999 e opositor do governo de Capiberibe. Teria sido um dos beneficiados com o recebimento de mesadas. Foi Fran quem denunciou o suposto esquema e apresentou o dossiê com os recibos do caso.
- Jorge Salomão era deputado estadual à época do escândalo e recebeu, segundo Fran, os mensalinhos durante todo o mandato de João Capiberibe. Em uma escuta telefônica, Salomão aparece conversando com o, então, governador e uma terceira pessoa ao mesmo tempo e falam à respeito do mensalão.
- Eury Farias era da base aliada do governo, mas recebeu também as propinas. Seu nome é citado em uma conversa entre Capiberibe e Jorge Salomão.
- Moisés Souza é um deputado estadual e é acusado pelos crimes de formação de quadrilha, peculato, entre outros. Moisés se envolveu na história após ser descoberto que Fran Jr. foi nomeado por ele como consultor especial em seu gabinete. Além disso, Souza é irmão de Marcos José Reátegui, delegado da Polícia Federal e que estava clandestinamente investigando Randolfe.